# Atenea (revista chilena)
Atenea es una revista chilena publicada por la Universidad de Concepción y fundada en 1924 por un grupo de investigadores y profesores presididos por el rector de dicha institución, Enrique Molina Garmendia. Su objetivo es difundir el pensamiento y la obra de intelectuales, políticos, artistas y académicos del ámbito cultural chileno y latinoamericano.
Actualmente se centra principalmente en artículos de corte humanista. Sus números pueden comprarse en la Casa del Arte de la Ciudad Universitaria de Concepción, o bien en la Librería Lea+ del Centro Cultural Gabriela Mistral, en Santiago de Chile.

## Historia
Durante sus primeros años fue una revista fundamentalmente literaria, que estuvo radicada en Santiago, donde era editada por la editorial Nascimento.
En la revista han sido publicados trabajos de diversos personajes destacados. En sus inicios, pueden destacarse trabajos del mismo filósofo humanista Enrique Molina Garmendia, y del escritor y filósofo español Miguel de Unamuno.
Atenea no fue editada los años 1969 y 1971. A pesar de ello, se trata de la publicación cultural de mayor continuidad de Chile. Desde 1929 (con la excepción de algunos años) otorga anualmente el Premio Atenea, alternando las obras científicas y literarias.

## Administración
Sus diferentes directores han sido los siguientes:[cita requerida]
| Fecha             | Nombre                    |
| ----------------- | ------------------------- |
| 1925-1929         | Eduardo Barrios           |
| 1929-1931         | Raúl Silva Castro         |
| 1931-1945         | Domingo Melfi             |
| 1946-1954         | Luis Durand               |
| 1954-1968         | Milton Rossel             |
| 1970              | Enrique Lihn              |
| 1972, Nº425       | Jaime Concha              |
| 1972, N.º 426-427 | Alejandro Witker          |
| 1973              | Tole Peralta              |
| 1974              | Jorge Fuenzalida Pereyra  |
| 1975-1993         | Tito Castillo             |
| 1994-2015         | Mario Rodríguez Fernández |
| 2015-2018         | Edson Faúndez             |
| desde 2018        | Cecilia Rubio             |